# Bulbophyllum pauciflorum
Bulbophyllum pauciflorum är en orkidéart som beskrevs av Oakes Ames. Bulbophyllum pauciflorum ingår i släktet Bulbophyllum och familjen orkidéer. Inga underarter finns listade i Catalogue of Life.